# Miquel Domínguez Pérez
Miquel Domínguez Pérez (Llíria, 27 de febrer de 1954) és un advocat i polític valencià, diputat a les Corts Valencianes en la IX legislatura.

## Biografia
Llicenciat en dret per la Universitat de València. En 1991 fou noment assessor de l'aleshores regidor de l'Ajuntament de València Juan Cotino i el 1992 fou escollit regidor de l'Ajuntament de Xirivella pel partit local Plataforma Independent de Xirivella (PLIX), que poc després s'integraria al Partit Popular (PP). A les eleccions municipals espanyoles de 1995, 1999, 2003, 2007, 2011 i 2015 fou elegit regidor de l'Ajuntament de València pel PP, tinent d'alcalde d'urbanisme i habitatge (1995-2003) i tinent d'alcalde delegat de l'Àrea de Seguretat Ciutadana (2003-2015).
El juliol de 2015 va substituir Juan Carlos Moragues Ferrer (elegit diputat a les eleccions a les Corts Valencianes de 2015 i que deixà el seu escó quan fou nomenat Delegat del Govern a la Comunitat Valenciana) com a diputat del Partit Popular. El 18 d'octubre del 2016 va ser baixa en el Grup Parlamentari Popular de la cambra i va passar a ser diputat no adscrit.